# Грудний фетишизм

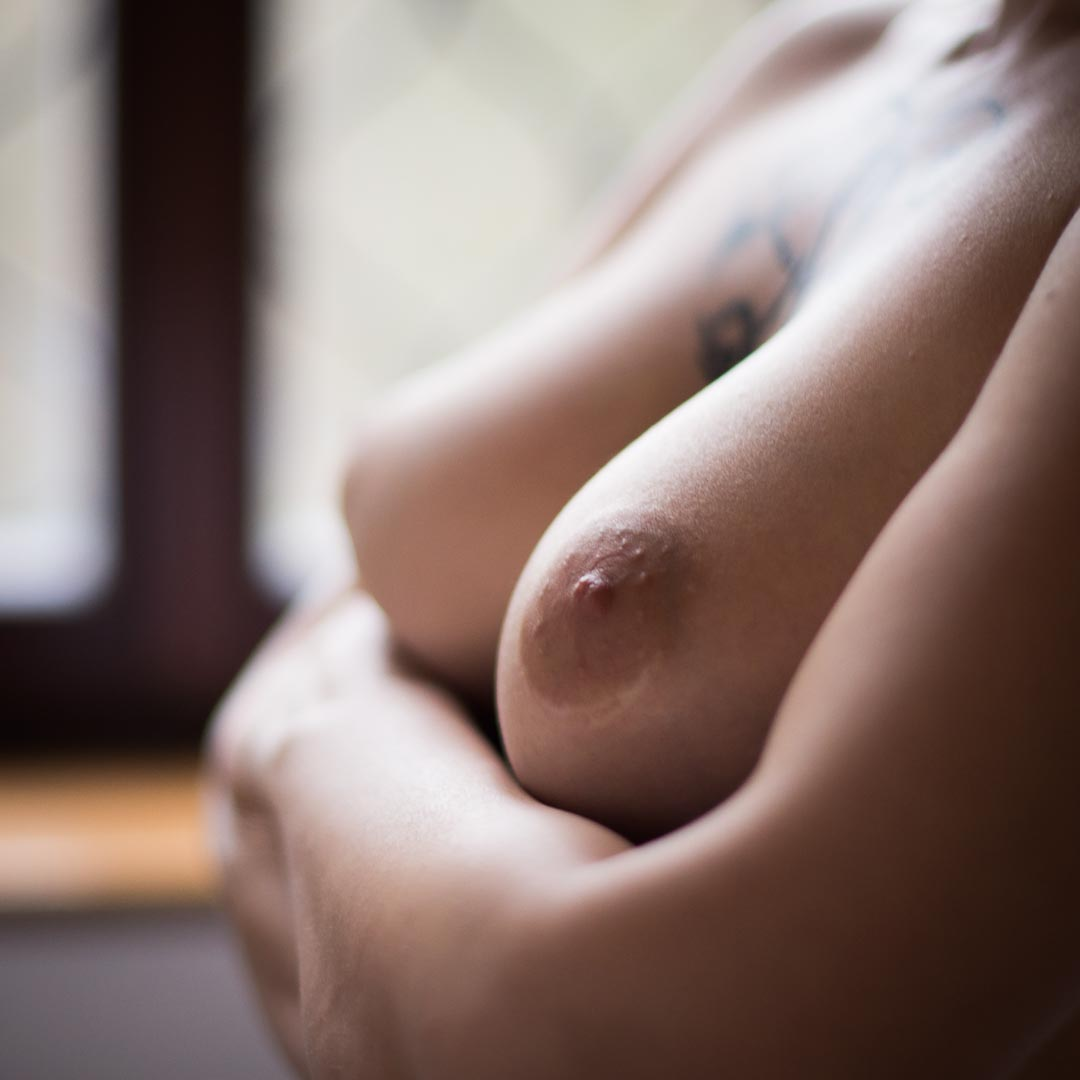
Зображення, присвячене жіночим грудям

Грудний фетишизм (також відомий як мастофакт або мазофілія) — парафілія, сексуальний інтерес, який зосереджується виключно на жіночих грудях, і є різновидом парціалізму. Термін грудний фетишизм також використовується в непарафілічному сенсі, щоб позначити культурну увагу до жіночих грудей і сексуальності, яку вони представляють.
Вчені припускають, що непарафілічний сексуальний потяг до грудей є результатом їх функції як вторинної статевої ознаки. Груди відіграють роль як у сексуальному стимулюванні, так і в розмноженні.
Деякі автори обговорюють сучасне широко поширене захоплення грудьми серед гетеросексуальних чоловіків у західних суспільствах, особливо в Сполучених Штатах, у контексті сексуального фетишизму.

## Наукове пояснення
Вчені припускають, що непарафілічний сексуальний потяг до грудей є результатом їх функції як вторинної статевої ознаки. Груди відіграють роль як у сексуальному стимулюванні, так і в розмноженні.> Чоловіки зазвичай вважають жіночі груди привабливими, і це справедливо для різних культур.
Зоолог і етолог Десмонд Морріс теоретизує, що декольте — це сексуальний сигнал, який імітує зображення сідничного декольте, яка, згідно з Моррісом у «Голій мавпі», також є унікальною для людей, інші примати, як правило, мають набагато плоскіші сідниці. Психологи-еволюціоністи припускають, що постійно збільшені груди людини, на відміну від грудей інших приматів, які збільшуються лише під час овуляції, дозволяють жінкам «вимагати [людської] чоловічої уваги та інвестицій, навіть якщо вони насправді не здатні до запліднення». Дослідження також показали, що жінки з більшими та більш симетричними грудьми мають вищий рівень фертильності.
Сексуальний потяг до грудей вважається нормальним, якщо він не є винятковим і тому є формою партіалізму.

## Суспільство і культура

### Загальний

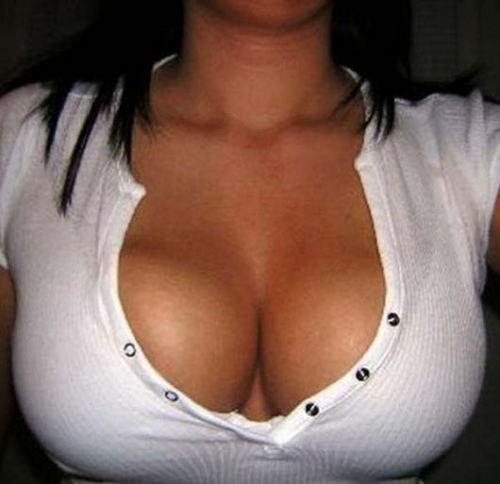
Жінка в тісному одязі з декольте

Захоплення жіночими грудьми, особливо їх розміром, поширене. Багато людей, як чоловіків, так і жінок, вважають груди важливою вторинною статевою ознакою жінки.
Сучасна жіноча мода, яка зосереджена на тісному одязі та демонстрації декольте, пояснюється зростанням грудного фетишизму. Демонстрація декольте з низьким вирізом часто розглядається як форма жіночого флірту або зваблення, а також естетика або еротизм Більшість гетеросексуальних чоловіків отримують еротичне задоволення, дивлячись на жіночі груди, а деякі люди отримують задоволення від того, що їхня партнерка оголює декольте. Коли декольте підкреслюється бюстгальтером пуш-ап або оголюється низьким вирізом, це може привернути увагу. Існують розбіжності в думці щодо того, наскільки допустимо показувати декольте на публіці. Ступінь, до якого жінка може оголити свої груди, залежить від соціального та культурного контексту. Демонстрація декольте або будь-якої частини жіночих грудей може вважатися неприйнятним або навіть забороненим дрес-кодом у деяких місцях, наприклад на робочих місцях, у церквах і школах, тоді як у деяких приміщеннях демонстрація якомога більшого декольте може бути дозволеною або навіть заохоченою. Оголення сосків або кружальця майже завжди вважається топлесс, дехто вважає нескромністю, а в деяких випадках розпустою чи непристойною поведінкою. Історик мистецтва Джеймс Лейвер стверджував, що мінливі стандарти відкритого декольте більш помітні у вечірньому одязі, ніж у денному одязі в західному світі.
Кінопродюсери, такі як Расс Меєр, знімали фільми, в яких знімалися актриси з великими грудьми. «Лорна» (1964) був першим з його фільмів, де головну акторку, Лорну Мейтленд, обирали на основі розміру грудей. Інші великогруді актриси, яких використовував Меєр, включають Кіттен Натівідад, Еріку Ґевін, Туру Сатану та Уші Дігарт. Більшість від природи мали великі груди; Меєр час від часу гіпсував жінок у першому триместрі вагітності, щоб ще більше збільшити розмір грудей. Письменник і режисер Вільям Ротслер сказав: «З „Лорною“ Меєр створив формулу, яка зробила його багатим і відомим, формулу людей, які знімають на вершині ненависті, жаги і важкості».
Щодо порнографії, за статистичними даними веб-сайтів Pornhub і YouPorn, уподобання до грудей або сідниць відрізняється між країнами та, в середньому, між регіонами світу; Сполучені Штати та більша частина Латинської Америки та Африки входять до групи сідниць, а більша частина Європи та більша частина Азії — до групи грудей.

### Альтернативні думки

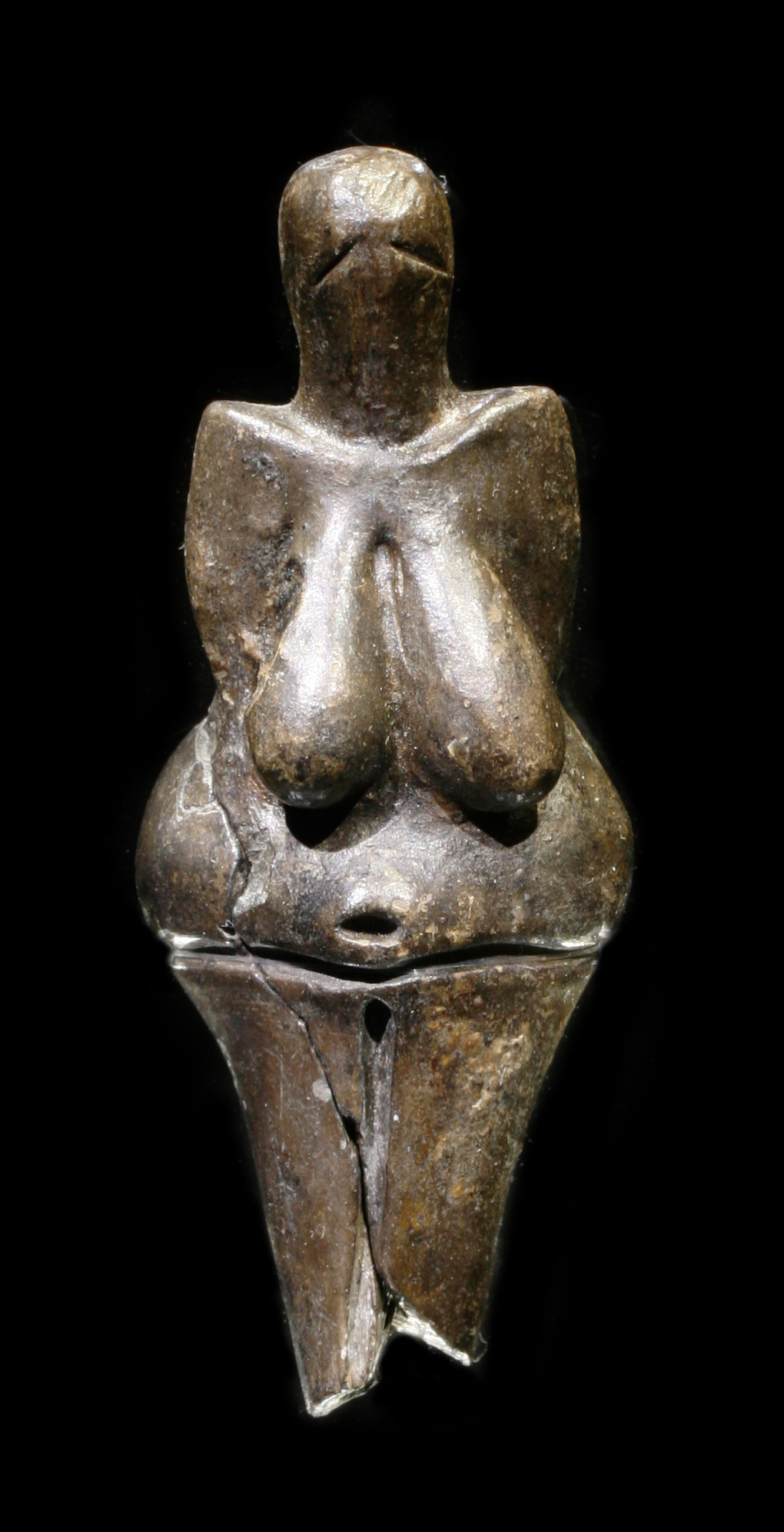
Вестоницька Венера

Термін грудний фетишизм також використовується в етнографічному та феміністському контекстах для опису суспільства з культурою, присвяченою грудям, зазвичай як сексуальним об'єктам. Деякі феміністки стверджують, що випадки грудного фетишизму були виявлені ще в епоху неоліту, у святилищах богинь Чатал-Гьоюк (у сучасній Туреччині). Археологічні розкопки міста в прибл. 1960 було виявлено стіни святині, прикрашені безтілесними парами грудей, які, здавалося, «існували самостійно». Елізабет Ґулд Девіс стверджує, що груди (разом із фалосами) шанувалися жінками Чатал-Гьоюка як знаряддя материнства, але це сталося після того, що вона описує як патріархальну революцію, коли чоловіки привласнили собі як поклоніння фалосу, так і «фетиш грудей» — що ці органи «набули того еротичного значення, яким вони зараз наділені».
Деякі автори зі Сполучених Штатів обговорювали потяг до жіночих грудей у контексті сексуального фетишизму та стверджували, що це американський об'єкт фетишу, або що грудний фетишизм переважно зустрічається в Сполучених Штатах.

### Моторний човен
Форма грудного фетишизму, коли людина вставляє своє обличчя в декольте між грудьми жінки і рухає ним з боку в бік, відома як моторний човен. Особа, яка виконує дію, також може видати звук моторного човна, від якого й походить назва. Ця дія також може бути виконана у зворотному порядку, коли жінка поміщає обличчя іншої людини між своїми грудьми та рухає ними з боку в бік.